# Krauser Rollfarn
Der Krause Rollfarn (Cryptogramma crispa) ist eine Pflanzenart aus der Gattung der Rollfarne (Cryptogramma) innerhalb der Familie der Saumfarngewächse (Pteridaceae). Er ist auf der Nordhalbkugel weitverbreitet.

## Beschreibung

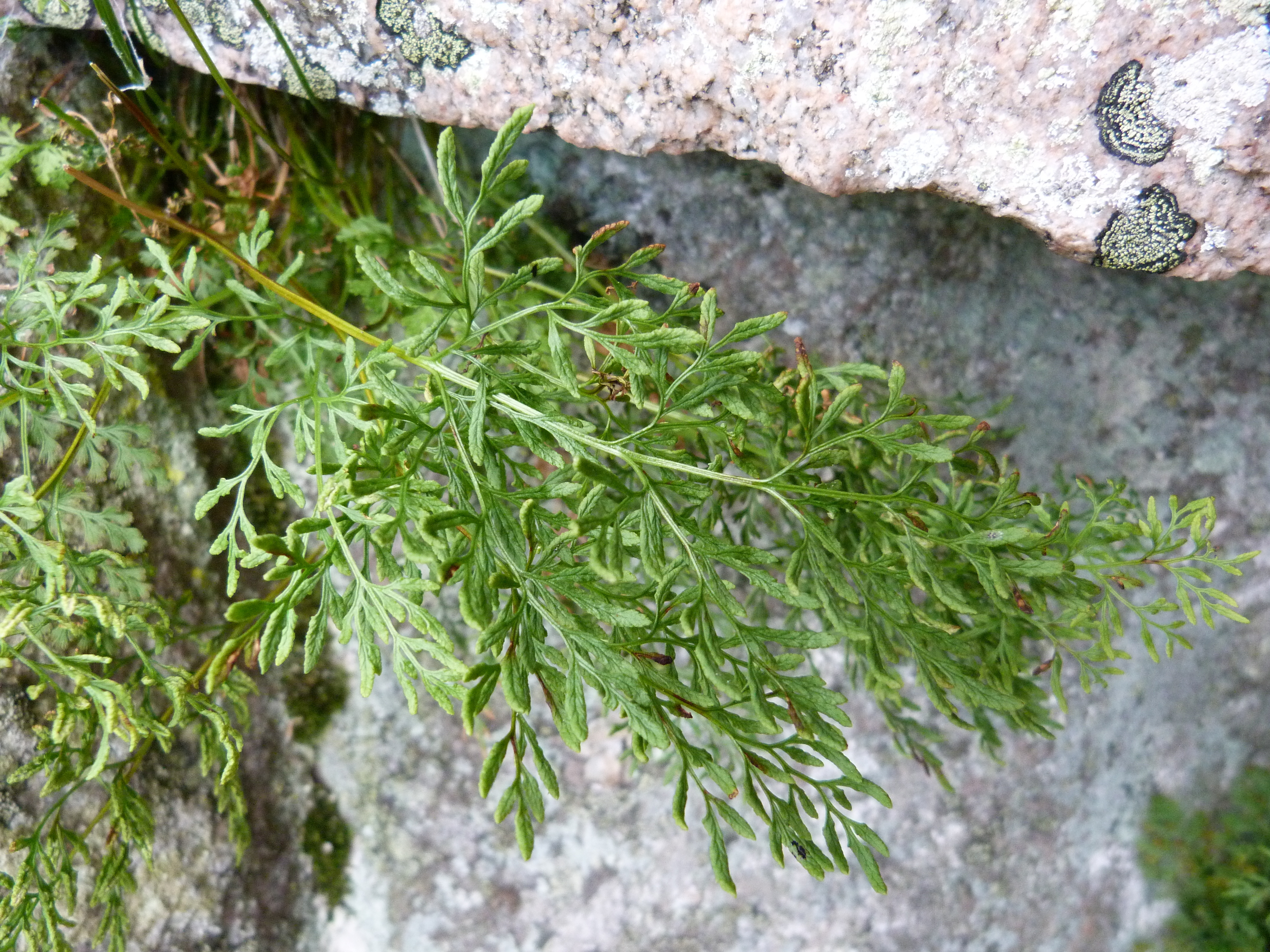
Krauser Rollfarn (Cryptogramma crispa) in den Vogesen

Der Krause Rollfarn ist eine sommergrüne, ausdauernde krautige Pflanze und erreicht Wuchshöhen von 15 bis 30 Zentimetern. Er besitzt ein sich verzweigendes Rhizom. Seine 15 bis 30 Zentimeter langen Blätter stehen in einem dichten Büschel, sie sind zart und drei- bis vierfach gefiedert. Der Blattstiel ist gleich bis doppelt so lang wie die Blattspreite. Die Fiederabschnitte stehen oft dicht gedrängt, sind schmal eiförmig und am Grunde meist keilig. Die sporangientragenden Wedel überragen mit etwa 35 Zentimetern Länge die sterilen Wedel und weichen in ihrer Gestalt etwas ab.  Ihre Fiederabschnitte sind 2 bis 10 Millimeter lang und 1 bis 2 Millimeter breit und am Rande eingerollt. 
Die Sori sind anfänglich vom Blattrand überdeckt, später offen und nackt (schleierlos). Die Sporen werden im Juni bis September reif.
Die Chromosomenzahl beträgt 2n = 120.

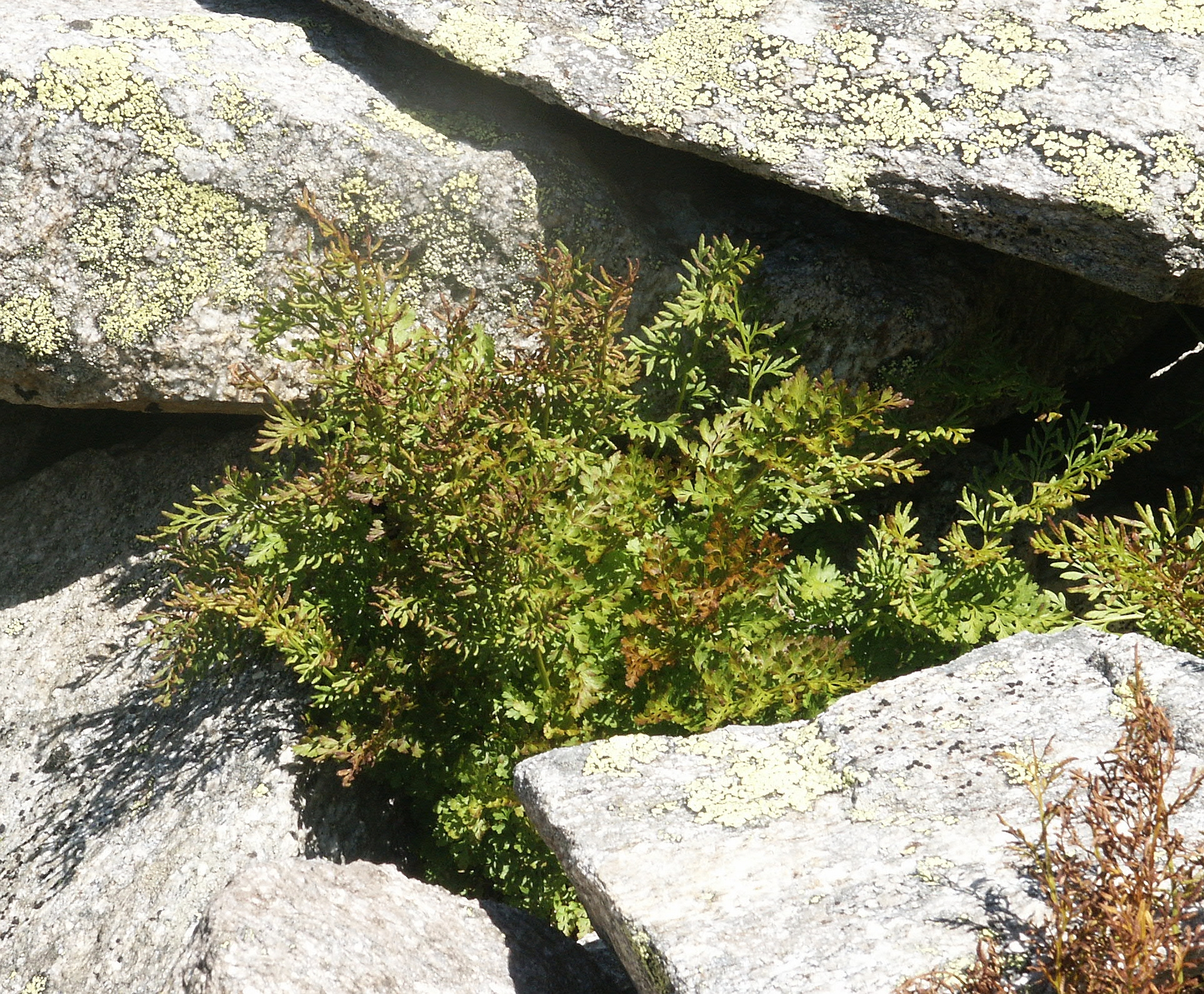
Habitus im Habitat in den Zillertaler Alpen

Herbarmaterial

## Ökologie
Beim Krausen Rollfarn handelt es sich um einen Hemikryptophyten.

## Vorkommen
Der Krause Rollfarn ist auf der Nordhalbkugel in Eurasien und Nordamerika weitverbreitet. In Europa kommt er nur mit der Unterart Cryptogramma crispa subsp. crispa vor, hauptsächlich in der borealen Zone (in Skandinavien, wo er nach Osten seltener wird und in Großbritannien), in den Alpen, in den Pyrenäen, im Kaukasus, im französischen Zentralmassiv und in den Vogesen. In Deutschland hat er Vorkommen im Schwarzwald, im Bayerischen Wald und im Hohen Venn. Früher kam er auch im Harz vor. Er ist in Deutschland gesetzlich geschützt.
In den Alpen steigt er in Tirol beim Furgler bis 2700 Meter und im Kanton Wallis am Gornergrat bis 2800 Meter Meereshöhe auf. Auf der Iberischen Halbinsel kommt er in Höhenlagen von 1400 bis 3000 Meter vor.
Er kommt in Mitteleuropa besonders in der hochmontanen bis alpinen Höhenstufe der Alpen vor und steigt selten (in den Mittelgebirgen) unter 1000 Meter herab. Im Tessin bei Locarno kommt er sogar in 250 Meter Meereshöhe vor.
Der Krause Rollfarn wächst an lichtreichen, selten auch an sonnigen, trockenen, kalkarmen, bodensauren Standorten, Blockschutthalden und im Steingeröll, auch in Felsspalten und sekundär vereinzelt in Blockmauern. Er ist namensgebende Charakterart des Cryptogrammetum crispae innerhalb der Klasse Thlaspietea rotundifolii.
Die ökologischen Zeigerwerte nach Landolt & al. 2010 sind in der Schweiz: Feuchtezahl F = 3 (mäßig feucht), Lichtzahl L = 4 (hell), Reaktionszahl R = 1 (stark sauer), Temperaturzahl T = 1+ (unter-alpin, supra-subalpin und ober-subalpin), Nährstoffzahl N = 3 (mäßig nährstoffarm bis mäßig nährstoffreich), Kontinentalitätszahl K = 2 (subozeanisch).

## Taxonomie und Systematik
Die Erstveröffentlichung erfolgte 1753 unter dem Basionym Osmunda crispa durch Carl von Linné in Species Plantarum Tomus II, S. 1067. Ein weiteres Synonym für Cryptogramma crispa (L.) R.Br. ex Richardson ist beispielsweise Allosorus crispus (L.) Roehling.
Die früher als Unterarten angesehenen Taxa werden heute meist als eigenständige Arten angesehen:
- Cryptogramma crispa subsp. acrostichoides (R.Br.) Hultén => Cryptogramma acrostichoides R.Br.
- Cryptogramma crispa subsp. crispa => Cryptogramma crispa (L.) R.Br.
- Cryptogramma crispa subsp. brunoniana (Wall. ex Hook. & Grev.) Hultén => Cryptogramma brunoniana Wall. ex Hook. & Grev.
- Cryptogramma crispa subsp. raddeana (Fomin) Hultén => Cryptogramma brunoniana subsp. raddeana (Fomin) Fraser-Jenk.